# L’Isle VD
| VD ist das Kürzel für den Kanton Waadt in der Schweiz. Es wird verwendet, um Verwechslungen mit anderen Einträgen des Namens L’Isle zu vermeiden. |

L’Isle ([lilə̆], im einheimischen frankoprovenzalischen Dialekt [(a) ˈliːla]) ist eine politische Gemeinde im Distrikt Morges des Kantons Waadt in der Schweiz.

## Geographie

Luftbild (1949)

L’Isle liegt auf 660 m ü. M., 14 km nordwestlich der Bezirkshauptstadt Morges (Luftlinie). Das Dorf erstreckt sich nahe den Quellen der Venoge und am Bach Chergeaule, am Jurasüdfuss und auf dem davor liegenden Jurafussplateau, in der westlichen Randzone des Waadtländer Mittellandes.
Die Fläche des 16,3 km² grossen Gemeindegebiets umfasst einen Abschnitt des Jurafussplateaus und des Waadtländer Juras. Der Gemeindeboden erstreckt sich von der Talniederung des Veyron nach Nordwesten über das auf rund 650 m ü. M. liegende Jurafussplateau bis zu den Quellen der Venoge bei L’Isle. Westlich des Dorfes umfasst das Gebiet den zumeist dicht bewaldeten Jurasüdhang (Prins Bois) beidseits des Taleinschnitts der Combe à Berger, welcher von der Chergeaule, einem Quellbach der Venoge, geschaffen wurde. In einem schmalen Streifen reicht die Gemeindefläche nach Westen über den Höhenzug Châtel (bis 1420 m ü. M.) und die Mulde des Pré de l’Haut bis auf die Antiklinale der Mont-Tendre-Kette, auf der bei La Biole mit 1428 m ü. M. der höchste Punkt von L’Isle erreicht wird. Auf den Jurahöhen befinden sich ausgedehnte Hochweiden (darunter der Pré de l’Haut) mit den typischen mächtigen Fichten, die entweder einzeln oder in Gruppen stehen. Von der Gemeindefläche entfielen 1997 5 % auf Siedlungen, 46 % auf Wald und Gehölze und 49 % auf Landwirtschaft.
Zu L’Isle gehören die Weiler Villars-Bozon (660 m ü. M.) am Bach Morand, La Coudre (837 m ü. M.) am Jurasüdhang bei Mont-la-Ville, Les Mousses (647 m ü. M.) am Jurafuss oberhalb der Venoge und zahlreiche Einzelhöfe. Nachbargemeinden von L’Isle sind Montricher, Mauraz, Hautemorges, Chavannes-le-Veyron, Cuarnens, Mont-la-Ville und L’Abbaye.

## Bevölkerung
Mit 1087 Einwohnern (Stand 31. Dezember 2023) gehört L’Isle zu den kleineren Gemeinden des Kantons Waadt. Von den Bewohnern sind 94,1 % französischsprachig, 2,7 % deutschsprachig und 1,3 % englischsprachig (Stand 2000). Die Bevölkerungszahl von L’Isle belief sich 1900 auf 865 Einwohner. Nachdem die Bevölkerung bis 1970 auf 666 Personen abgenommen hatte, wurde wieder eine deutliche Bevölkerungszunahme verzeichnet.

## Wirtschaft
L’Isle war bis in die zweite Hälfte des 19. Jahrhunderts ein vorwiegend durch die Landwirtschaft geprägtes Dorf. Noch heute haben der Ackerbau und der Obstbau am Jurafuss, die Viehzucht und Milchwirtschaft in den höheren Regionen sowie die Forstwirtschaft eine gewisse Bedeutung in der Erwerbsstruktur der Bevölkerung.
Im Lauf des 19. Jahrhunderts entwickelte sich L’Isle zu einem regionalen Wirtschafts- und Verwaltungszentrum. Damals befand sich im Dorf eine Fabrik für Feuerwehrpumpen, eine Weberei, mehrere Mühlen und eine Sägerei an der Venoge. Ferner gab es einige Steinbrüche. Heute konzentriert sich das Gewerbe auf kleinere und mittlere Betriebe im Bereich des Baugewerbes, des Transportwesens, und der Elektrotechnik. In den letzten Jahrzehnten hat sich das Dorf auch zu einer Wohngemeinde entwickelt. Viele Erwerbstätige sind deshalb Wegpendler, die vor allem in den grösseren Gemeinden entlang des Genfersees und im Grossraum Lausanne arbeiten.

## Verkehr
Die Gemeinde ist verkehrstechnisch recht gut erschlossen. Sie liegt an der Hauptstrasse von Cossonay über den Col du Mollendruz in das Vallée de Joux. Eine weitere Strasse führt von La Sarraz entlang des Jurafusses nach Bière. Am 12. September 1896 wurde der Abschnitt von L’Isle nach Apples der Schmalspurbahn Bière-Apples-Morges in Betrieb genommen, ein weiterer Bahnhof befindet sich bei Villars-Bozon. Für die Feinverteilung im öffentlichen Verkehr sorgen die Postautokurse nach Gimel, Cossonay-Gare, La Sarraz und Croy.

## Geschichte

Wappen L'Isle (bis 1928)

Die erste urkundliche Erwähnung des Ortes erfolgte 1299 unter dem Namen Insula. In der Folgezeit erschienen die Bezeichnungen Lile (1343), Lille (1355), Lila (1357), Lilaz (1446), Lyla (1542) und Lylle (1609). Weil sich die Venoge in einem flachen, moorigen Gebiet unterhalb ihrer Quelle in mehrere verschiedene Bachläufe aufspaltet, welche kleinere Inseln einfassen, entstand der Ortsname L’Isle, der übersetzt die Insel bedeutet.
Der Ort hat seinen Ursprung wahrscheinlich im 11. Jahrhundert. Geschichtlich einwandfrei bezeugte Fakten stammen jedoch erst vom ausgehenden 13. Jahrhundert, als die Herren von Cossonay bei den Quellen der Venoge ein ummauertes Städtchen gründeten. L’Isle gehörte anfänglich zur Herrschaft Cossonay, erhielt aber 1431 eigene Freiheiten und bildete seit diesem Datum eine unabhängige Herrschaft.
Mit der Eroberung der Waadt durch Bern im Jahr 1536 kam L’Isle unter die Verwaltung der Vogtei Morges. Nach dem Zusammenbruch des Ancien Régime gehörte es von 1798 bis 1803 während der Helvetik zum Kanton Léman, der anschliessend mit der Inkraftsetzung der Mediationsverfassung im Kanton Waadt aufging. 1798 wurde es dem Bezirk Cossonay zugeteilt.

## Sehenswürdigkeiten

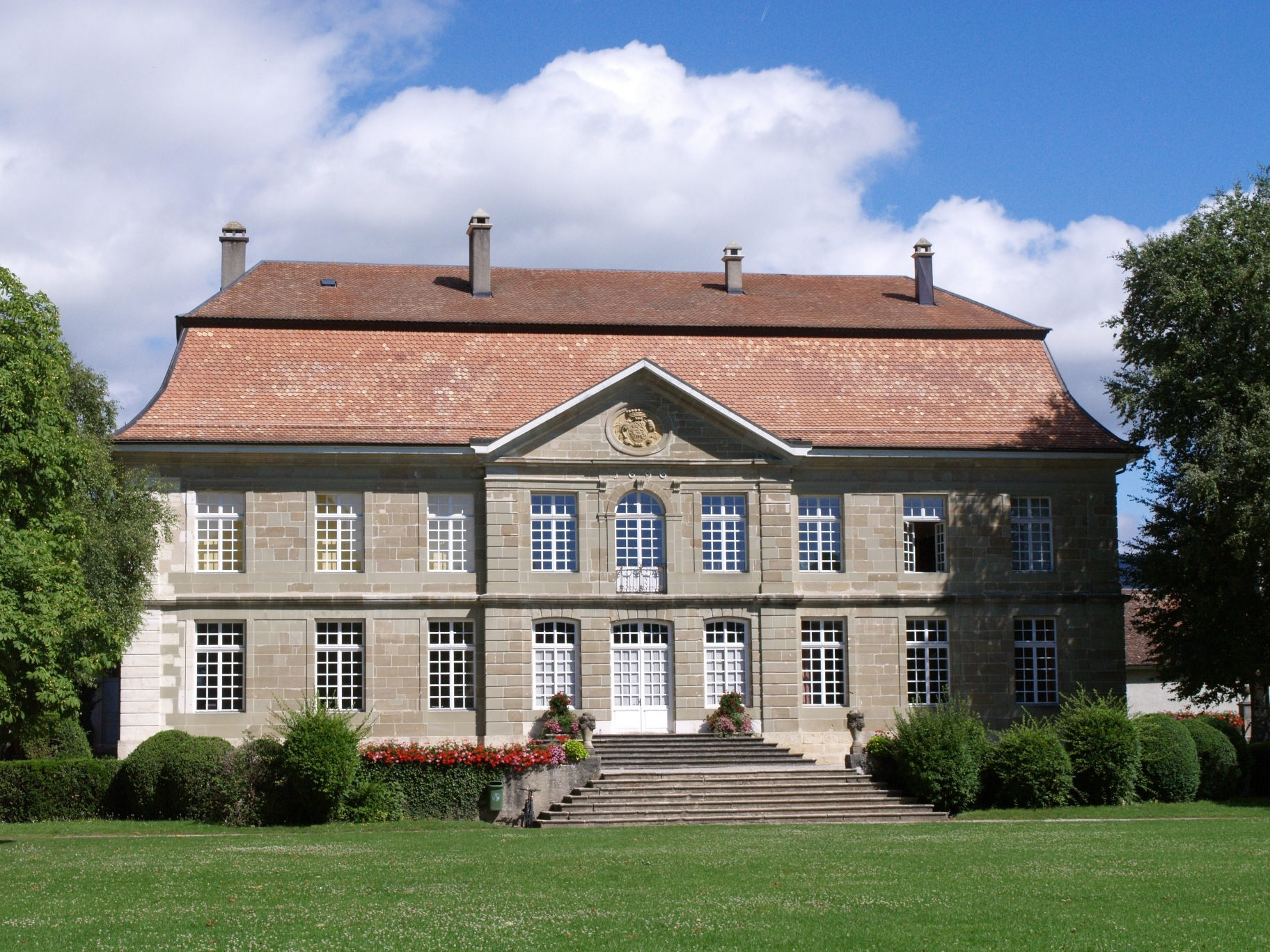
Das Schloss von L'Isle

L’Isle hat heute den Charakter eines Dorfes mit einigen typischen Bauernhäusern aus dem 17. bis 19. Jahrhundert. Von der einstigen städtischen Siedlung ist nichts mehr zu sehen. Die reformierte Pfarrkirche wurde 1732–1734 neu erbaut, besitzt am Frontturm aber noch ein spätgotisches Rundbogenportal des Vorgängerbaus.
Das Schloss wurde 1696 im Stil des französischen Klassizismus für Charles de Chandieu erbaut. Es besitzt zwei kleine, rechtwinklig zum Hauptgebäude stehende Seitenflügel und eine reiche Innenausstattung. Südlich an das Schloss schliesst sich ein Park mit Alleebäumen an, der sich bis zum breiten Wasserbecken der Venoge ausdehnt. Das Schloss wurde 1877 von der Gemeinde L’Isle gekauft und danach für die Gemeindeverwaltung und als Schulhaus genutzt.